# ریکو

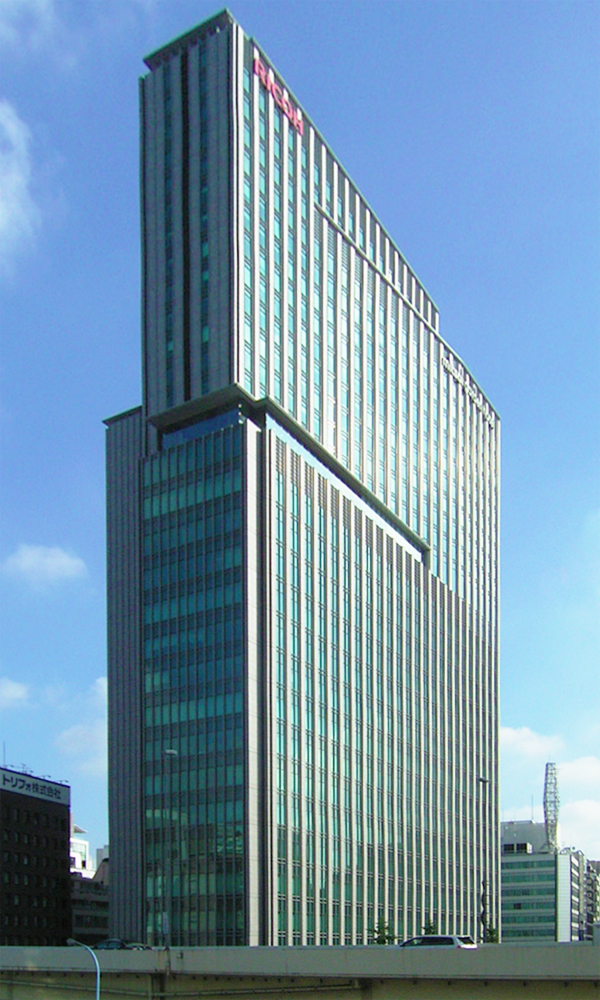
دفتر مرکزی شرکت ریکو، در ساختمان ریکو واقع در منطقه چوئو، توکیو

ریکو (به ژاپنی: 株式会社リコー) شرکت چندملیتی الکترونیکی و تصویربرداری ژاپنی می‌باشد، که توسط انیسیتوی ریکن در تاریخ ۶ فوریه سال ۱۹۳۶ تأسیس شد. دفتر مرکزی شرکت ریکو، در ساختمان ریکو واقع در منطقه چوئو، توکیو مستقر می‌باشد.
شرکت ریکو تولیدکننده انواع محصولات الکترونیکی است، که در درجه اول، به تولید انواع دوربینها و تجهیزات اداری؛ از قبیل: پرینترها، دستگاه‌های فتوکپی و دورنگارها، می‌پردازد.